# Euherdmania rodei
Euherdmania rodei is een zakpijpensoort uit de familie van de Euherdmaniidae. De wetenschappelijke naam van de soort is voor het eerst geldig gepubliceerd in 1949 door Peres.